# Hubert Vogt
Hubert Vogt (* 28. September 1936 in Berlin-Reinickendorf; † 9. März 2016 in Berlin) war ein deutscher Bauingenieur und Politiker (CDU).

## Leben
Hubert Vogt ging nach dem Schulabschluss als Missionshelfer nach Namibia. Er studierte in Berlin und ging anschließend als Hochbauingenieur wieder nach Namibia. Mit einer eigenen Baufirma realisierte er hier vor allem Projekte für die katholische Kirche. Er heiratete in Namibia seine Frau Ursula und kehrte 1971 mit seiner Familie nach Deutschland zurück.
Bereits 1961 war er der CDU beigetreten, für die er von 1979 bis 1985 und im Jahr 1989 Mitglied der Bezirksverordnetenversammlung von Berlin-Reinickendorf und zeitweise Fraktionsvorsitzender war. 1985 wurde er in das Abgeordnetenhaus von Berlin gewählt, dem er bis Januar 1989 und erneut von November 1989 bis 1999 angehörte. Vogt gehörte dem Hauptausschuss des Abgeordnetenhauses an und war Mitglied der Ausschüsse für Stadtplanung und Stadtentwicklung sowie für Bau- und Wohnungswesen. In der CDU-Fraktion war er kirchenpolitischer Sprecher. Er war viele Jahre Vorsitzender des Ortsverbandes Lübars-Waidmannslust der CDU-Reinickendorf und anschließend dessen Ehrenvorsitzender.
Als Bauingenieur war Hubert Vogt im Dienst des Erzbistums Berlin tätig. Der Diözesanbaurat war unter anderem für den Bau der Apostolischen Nuntiatur in Berlin verantwortlich.
Vogt war Mitglied der Deutsch-Namibischen Gesellschaft und setzte sich im Abgeordnetenhaus für die im Jahr 2000 aufgenommene Städtepartnerschaft Berlins mit der namibischen Hauptstadt Windhoek ein.